# Імнадзе Акакій Габріелович
Акакій Габріелович Імнадзе (1908, тепер Грузія — 1982) — грузинський радянський державний діяч, 1-й секретар Південно-Осетинського обласного комітету КП(б) Грузії. Член ЦК Комуністичної партії Грузії. Депутат Верховної ради Грузинської РСР 2-го скликання. Депутат Верховної Ради СРСР 3-го скликання.

## Життєпис
Трудову діяльність розпочав з юних років. З 1924 по 1939 рік був членом комсомолу.
У 1938—1941 роках — на відповідальній роботі в редакціях грузинських республіканських газет «Комуністі» та «Заря Востока».
Член ВКП(б) з 1940 року.
У 1941—1943 роках — в апараті ЦК КП(б) Грузії; 1-й секретар Хашурського районного комітету КП(б) Грузії.
У 1943—1948 роках — 1-й секретар Клухорського районного комітету КП(б) Грузії.
У 1948 — січні 1949 року — відповідальний організатор відділу партійних, профспілкових та комсомольських органів ЦК КП(б) Грузії.
У січні 1949 — травні 1953 року — 1-й секретар Південно-Осетинського обласного комітету КП(б) Грузії. Одночасно з січня 1949 по 1950 рік — 1-й секретар Сталінірського міського комітету КП(б) Грузії.
Подальша доля невідома.

## Нагороди
- орден Вітчизняної війни І ст.
- орден Трудового Червоного Прапора
- медаль «За оборону Кавказу»
- медаль «За перемогу над Німеччиною у Великій Вітчизняній війні 1941—1945 рр.»
- медаль «За доблесну працю у Великій Вітчизняній війні 1941—1945 рр.»
- медалі